# Erdenet
Erdenet (in mongolo Эрдэнэт; letteralmente con il tesoro) è la seconda maggiore città della Mongolia, capoluogo dell'ajmag (provincia) dell'Orhon.

## Geografia fisica

### Territorio
Si trova nella parte settentrionale del paese ed è ubicata in una valle tra i fiumi Selenga e Orhon, a circa 240 km in linea d'aria e 370 km su strada dalla capitale Ulan Bator.

### Clima
Erdenet ha un clima subartico (Dwc) secondo la classificazione climatica di Köppen. Le estati sono calde, con però notti fresche e con una buona piovosità, mentre gli inverni sono lunghi, asciutti e molto freddi. La temperatura media del mese più freddo (gennaio) è di -17,9 °C; la temperatura media del mese più caldo (luglio) è di 15,5 °C. La temperatura media annuale è di -0,4 °C.

## Storia
La città fu fondata nel 1974 per sfruttare i giacimenti di rame della zona che erano stati scoperti durante gli anni '50. e infatti sorge nei pressi della quarta miniera di rame del mondo per dimensioni. Nel 1977 fu inaugurata una tratta ferroviaria lunga 120 km che collega Erdenet alla ferrovia Trans-Mongolia. Alla metà degli anni '80 oltre la metà degli abitanti della città erano russi che lavoravano come ingegneri o minatori. Dopo la caduta dell'Unione Sovietica nel 1990, buona parte dei russi residenti lasciarono la città. Oggi, solo il 10% circa della popolazione è di origine russa.

## Monumenti e luoghi d'interesse
- Ai turisti è permesso visitare la miniera su prenotazione; essa si trova nella parte Est della città, a circa 4 km dal centro.
- 2 km ad est del centro città sorge un importante fabbrica di tappeti, costruita nel 1981 e presso la quale lavorano circa 1.100 persone; ogni anno nella fabbrica vengono lavorate 2.000 tonnellate di lana.[4]
- Il Museo di Aimag, fondato nel 1983.
- Il Museo Minerario, nel Palazzo della Cultura che sorge nella piazza del centro città.[5]
- Il Fraternity Monument, sorto nel 1984 e posto su una collina nella porzione nord-est della città, che offre una visuale panoramica del centro abitato.
- Nella parte est di Erdenet è stato costruito un tempio contenente una grande statua di Buddha.
- È stato costruito un parco divertimenti nella periferia orientale della città.
- Il Monastero Amarbayasgalant è un monastero buddhista 60 km a nord-est della città; costruito tra il 1727 e il 1737, era stato parzialmente demolito su ordine di Horloogijn Čojbalsan nel 1937 ma è stato ricostruito negli anni '70 grazie a finanziamenti forniti dall'UNESCO.

## Società

### Evoluzione demografica
Abitanti:
- 1975 (stima): 4.100
- 1979 (censimento): 31.900
- 1981 (stima): 38.700
- 1985 (stima): 45.400
- 1989 (censimento): 56.100
- 1994 (stima): 63.000
- 2000 (censimento): 68.310
- 2003 (stima): 78.882
- 2006 (stima): 83.160
- 2008 (stima): 86.866

## Economia
La città è sede della quarta miniera di rame più ricca del mondo. La Erdenet Mining Corporation è un'associazione a guida russo-mongola e produce buona parte del guadagno nazionale in termini di valuta forte. Dalle miniere di Erdenet vengono estratti 22,23 milioni di tonnellate di minerali all'anno, che comportano il ricavo di 126 700 tonnellate di rame e 1 954 tonnellate di molibdeno. Le attività minerarie di Erdenet sortiscono il 13,5% del prodotto interno lordo della Mongolia. Circa 8000 persone lavorano nell'ambito delle miniere di Erdenet.

## Infrastrutture e trasporti
Erdenet è collegata alla capitale mongola Ulan Bator e alle città di Darkhan e di Bulgan mediante strade asfaltate; numerosi autobus percorrono queste tratte quotidianamente.

## Amministrazione

### Gemellaggi
- Fairbanks, Alaska, USA[10]
- Ulan-Udė, Buriazia, Russia
- Edremit, Balıkesir, Turchia
- Székesfehérvár, Contea di Fejér, Ungheria

## Sport
A Erdenet ha sede la società calcistica Khangarid, una tra le otto squadre disputanti la Niislel League, la massima divisione del campionato mongolo, ed unica non avere sede ad Ulan Bator.

## Galleria d'immagini

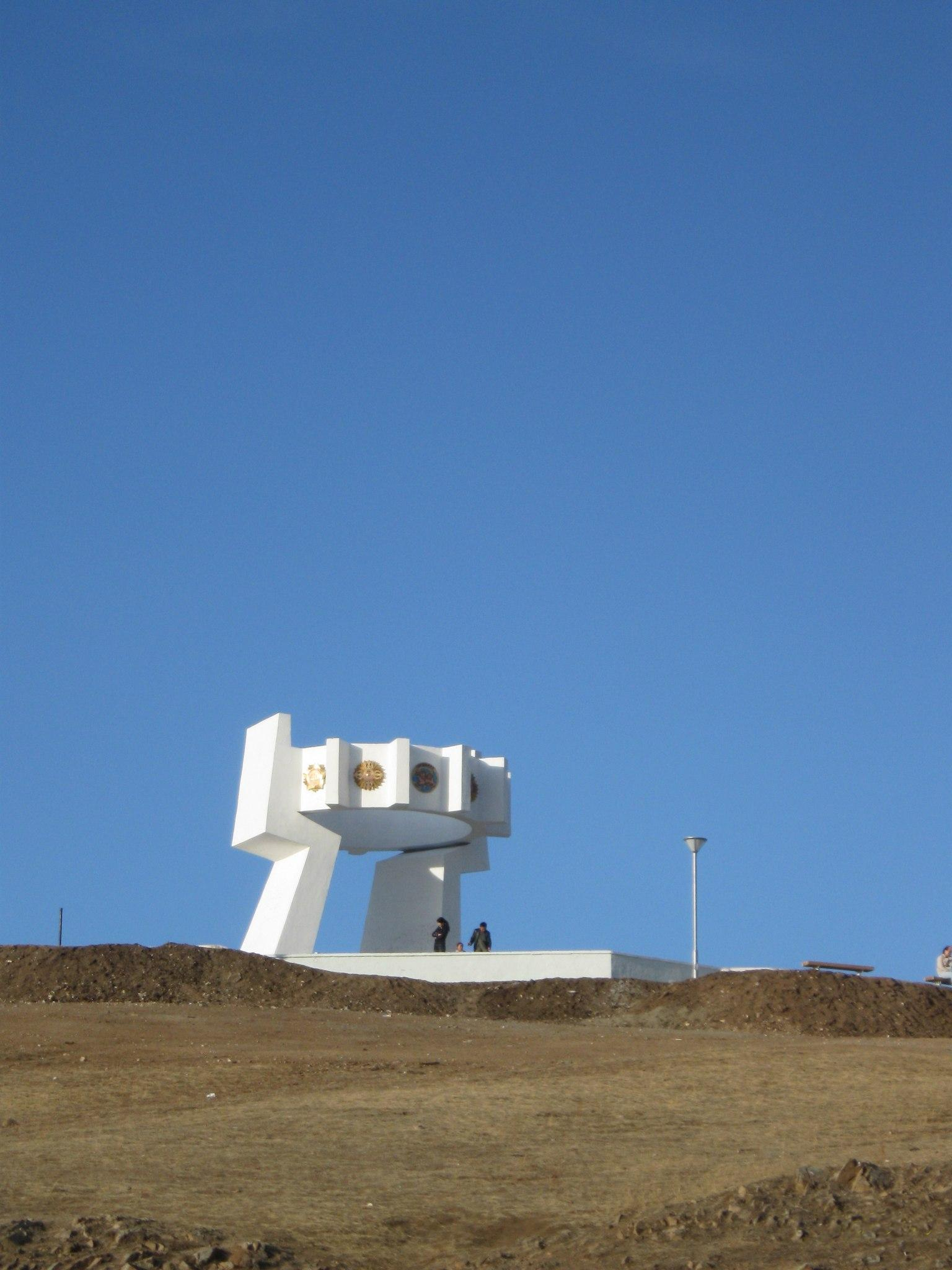
Monumento della Fraternità di Erdenet
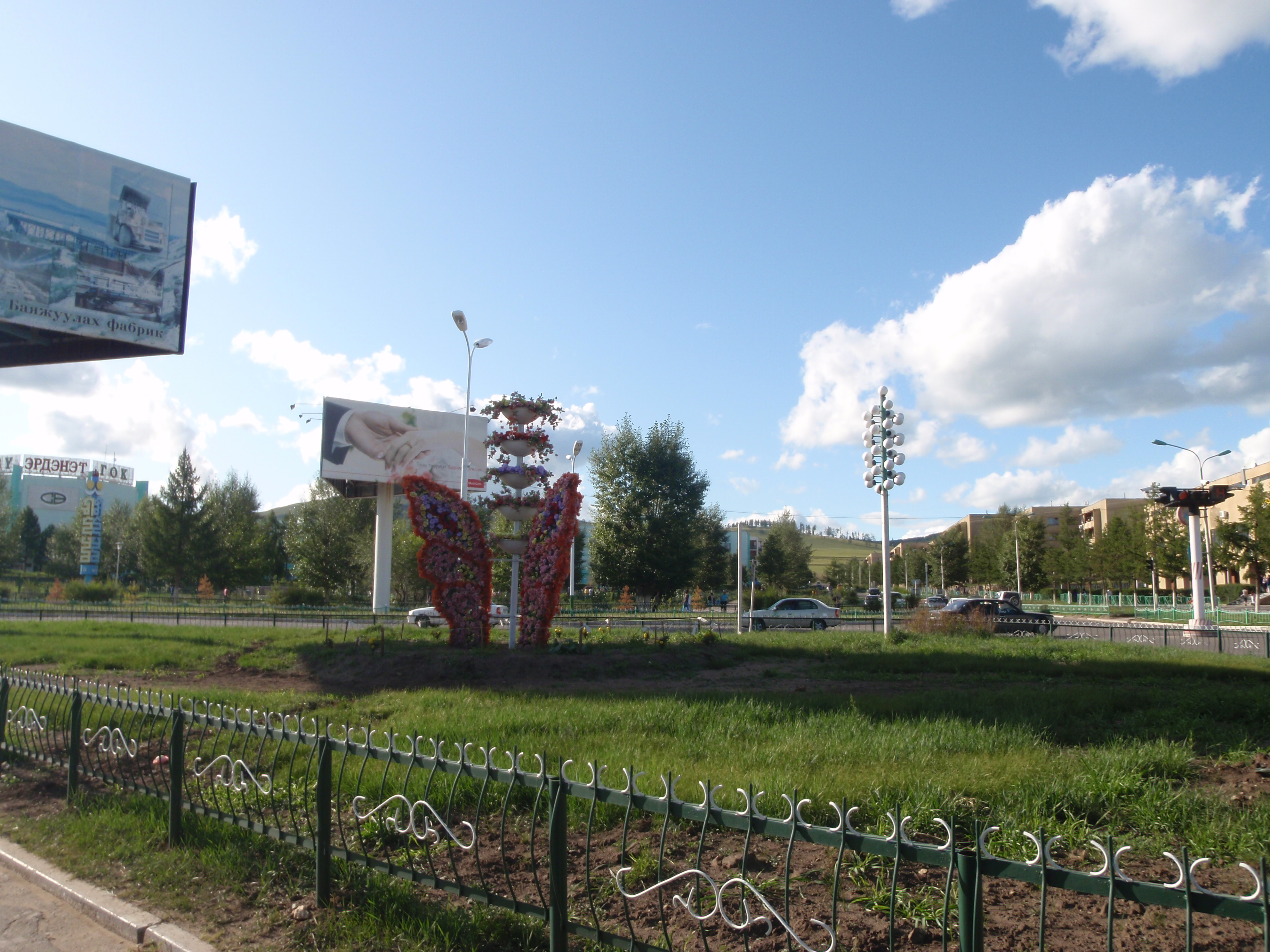
Centro città
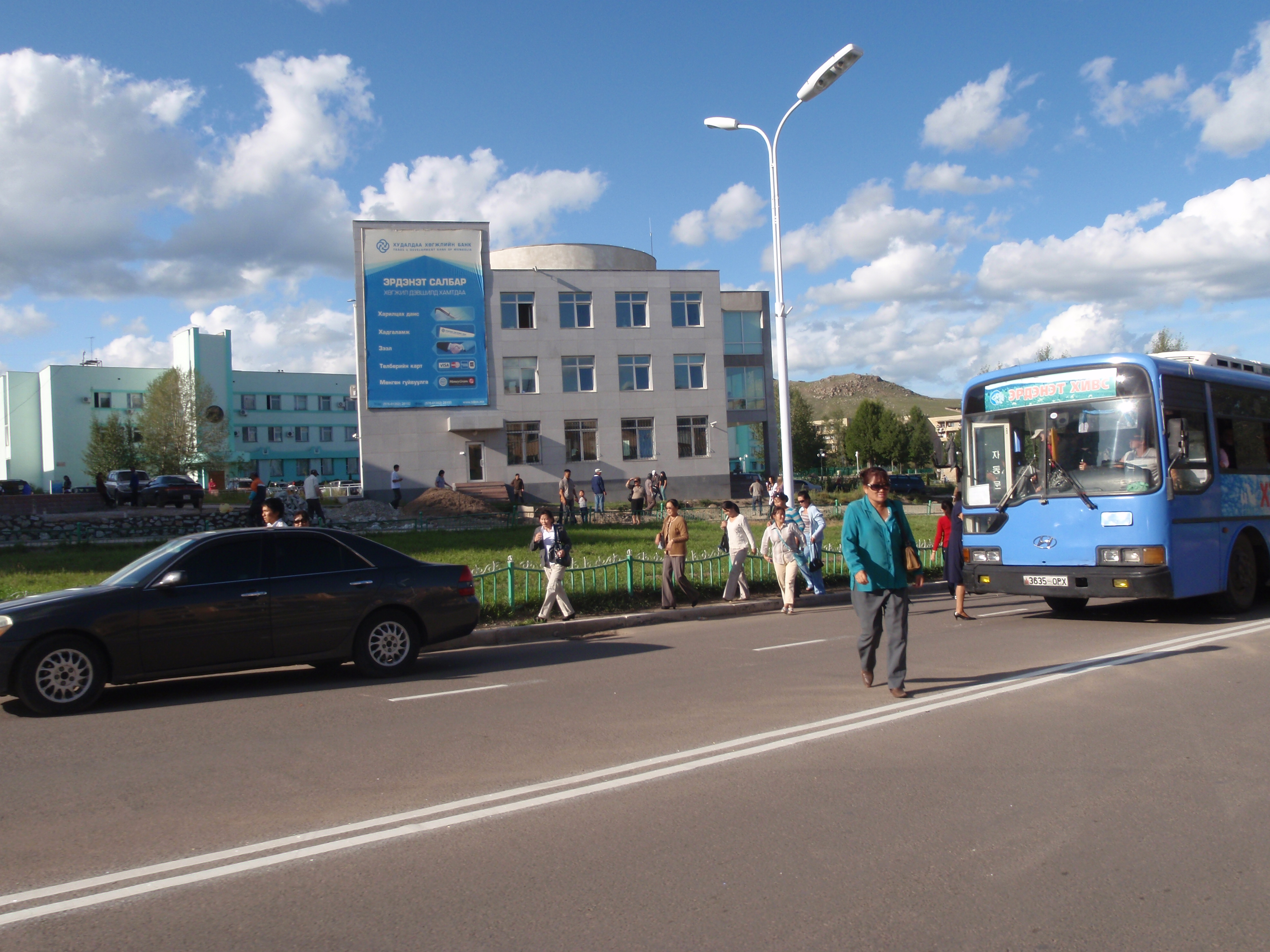
Strada principale
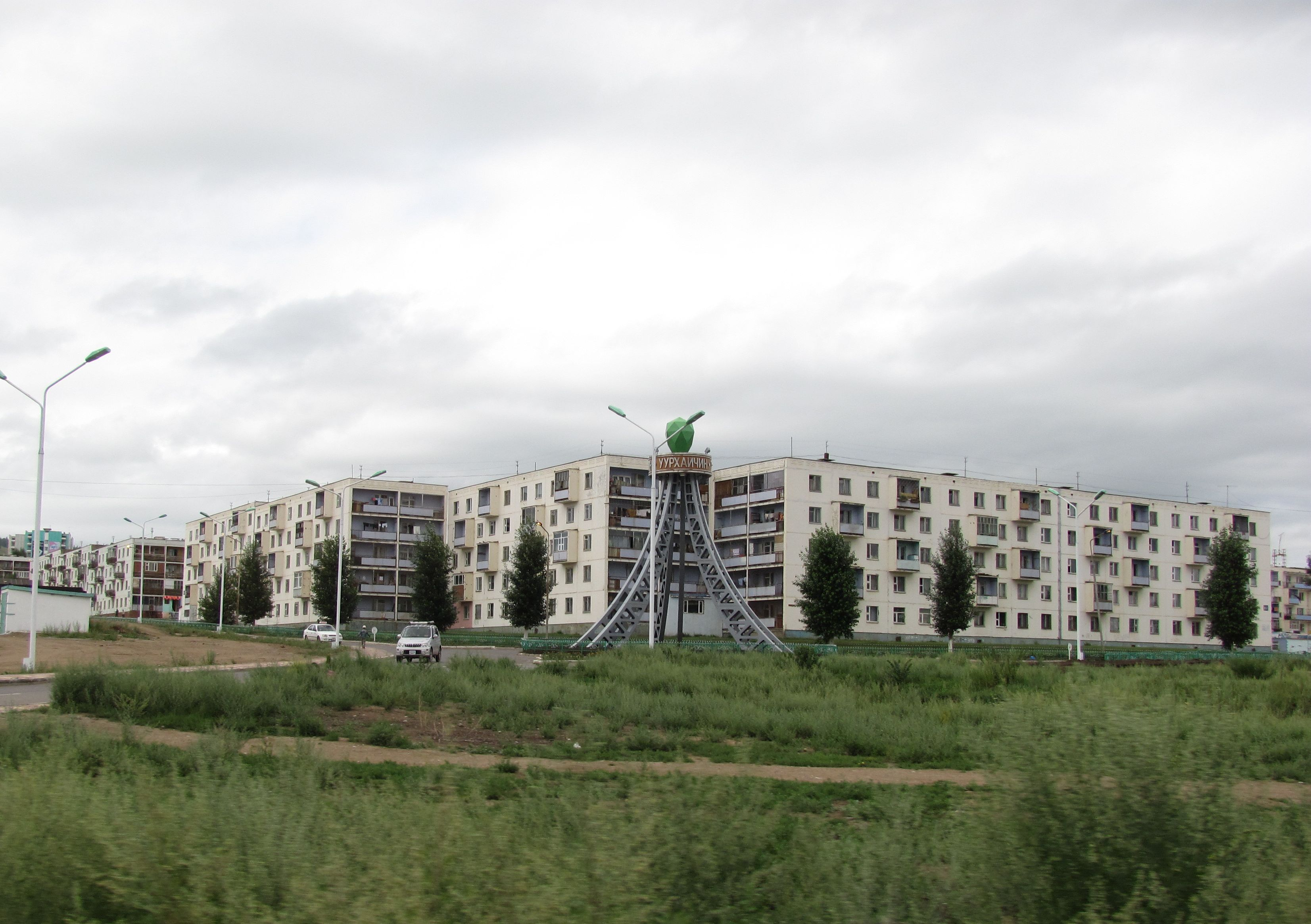
Centro città
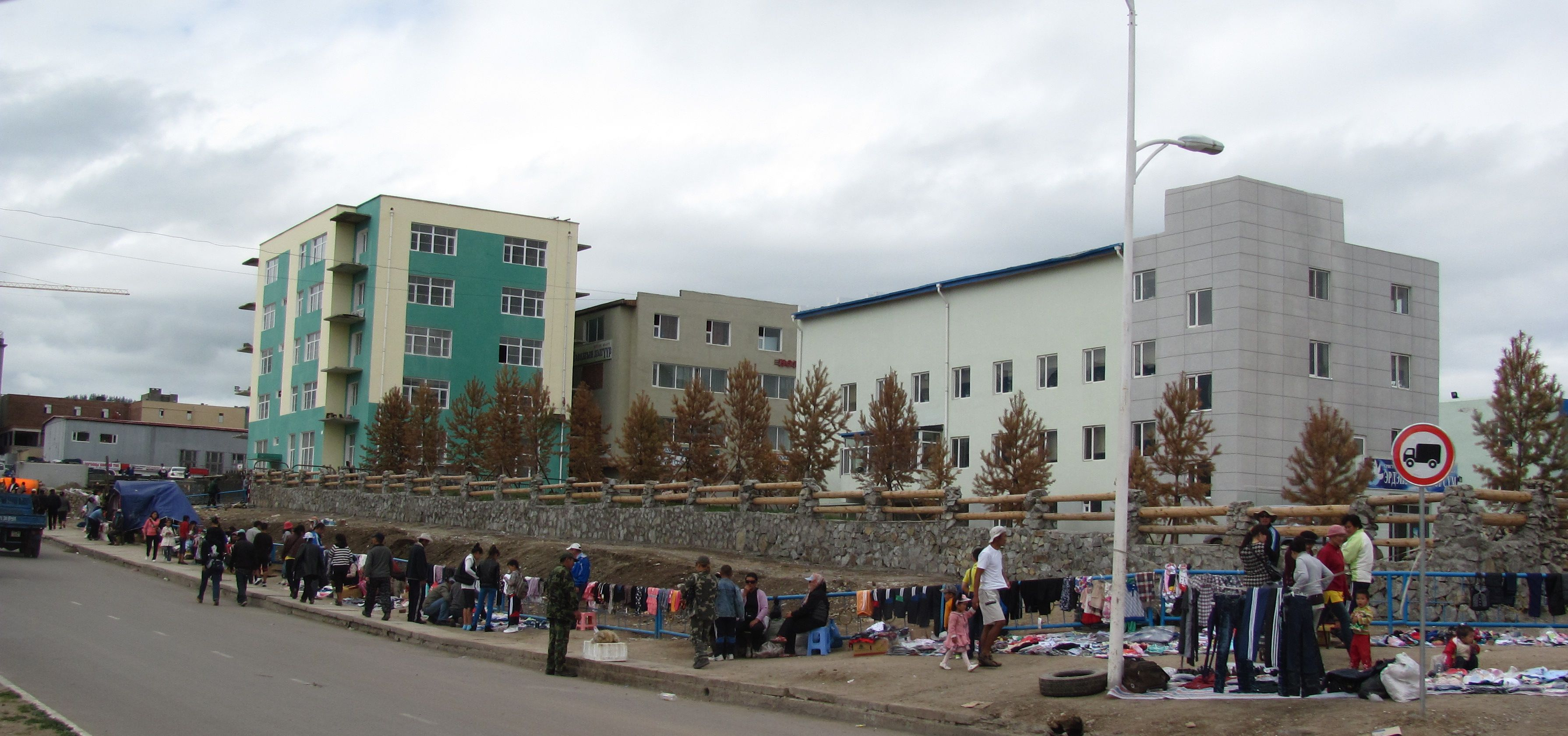
Mercato cittadino
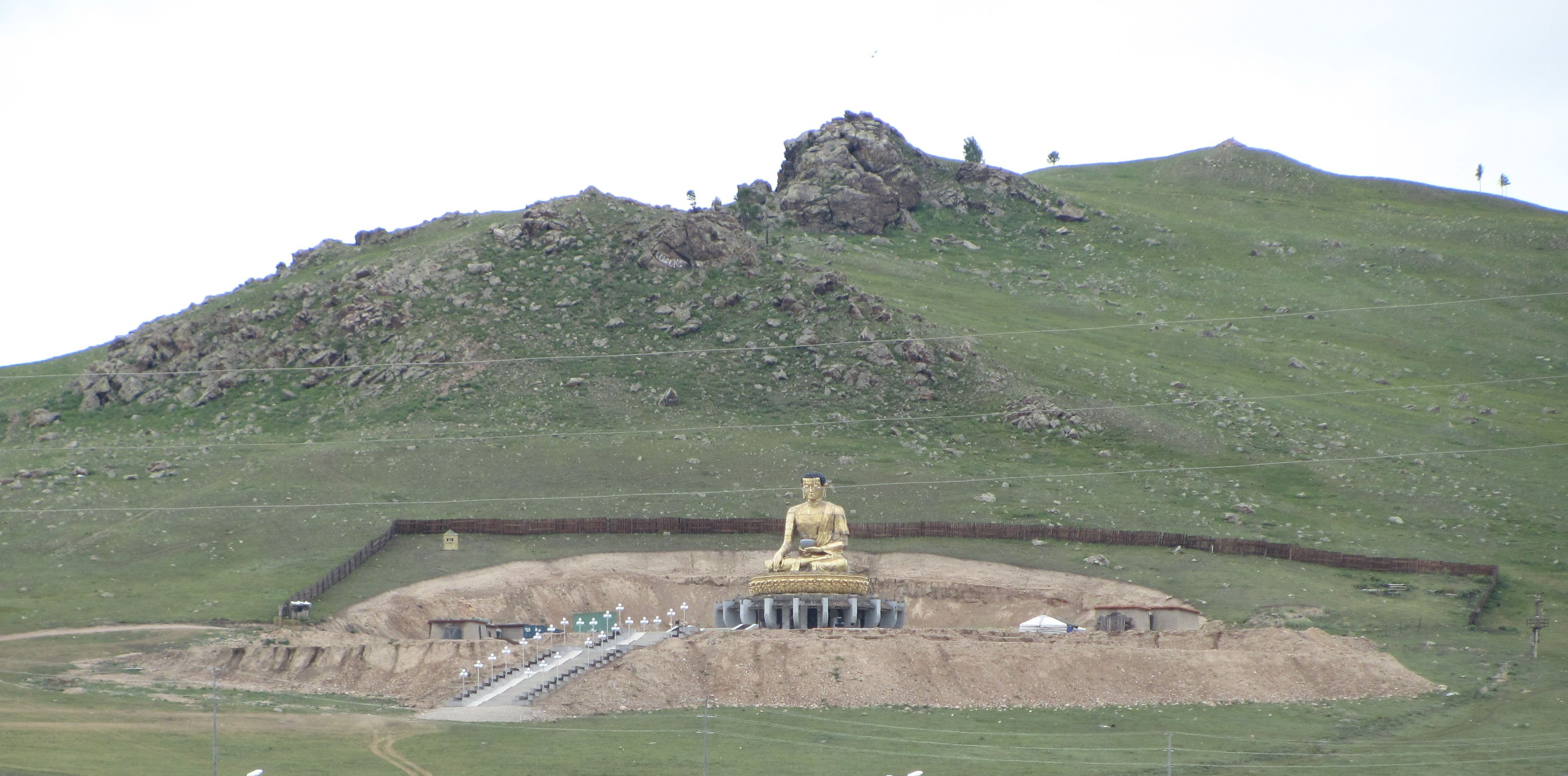
La nuova statua di Buddha
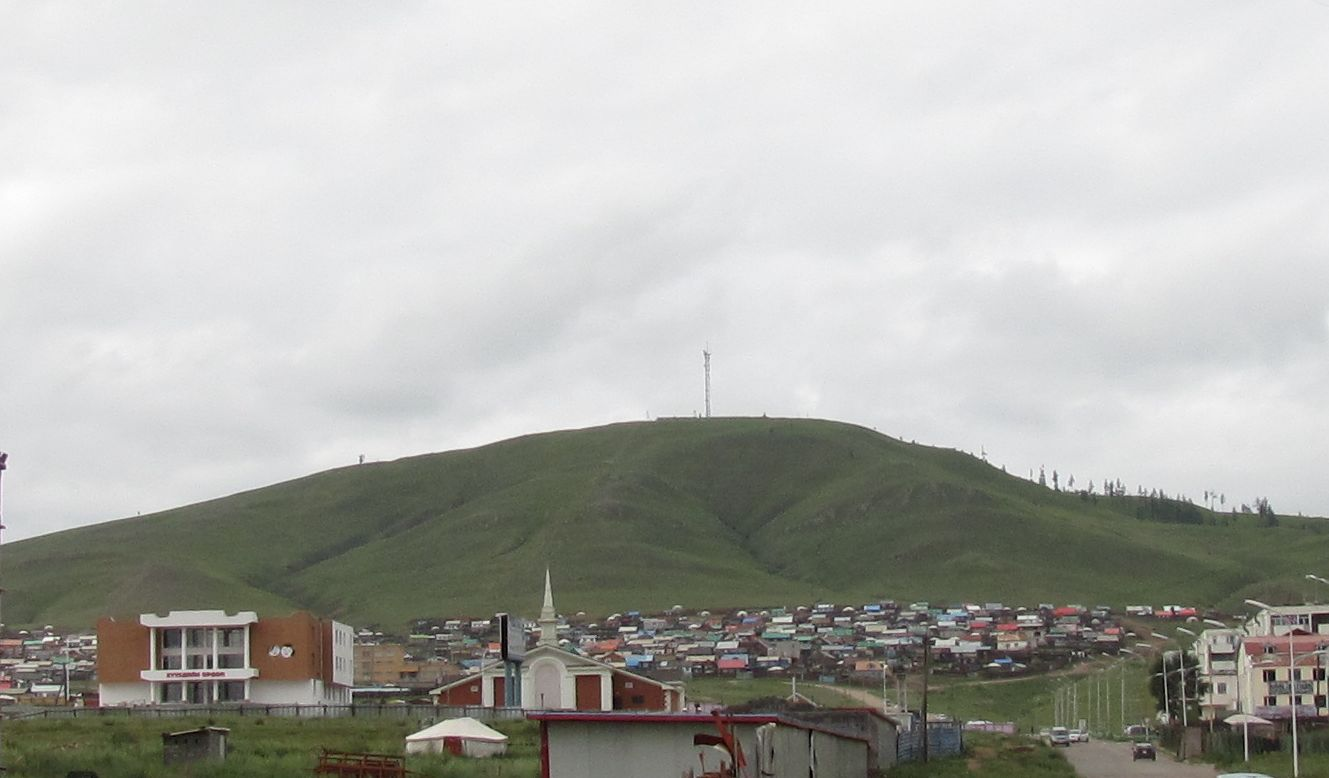
Area residenziale con una chiesa mormone
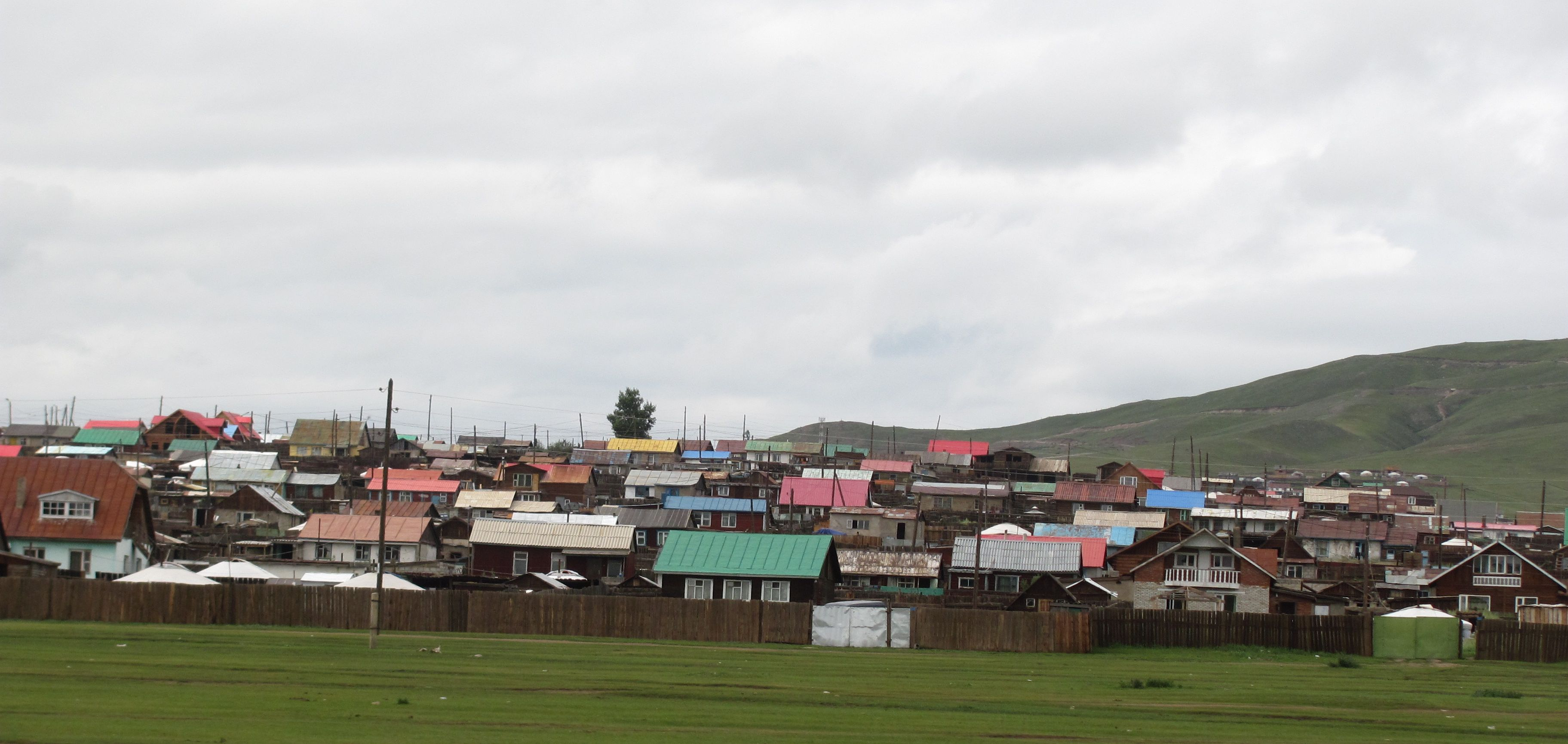
Area residenziale della parte ovest di Erdenet
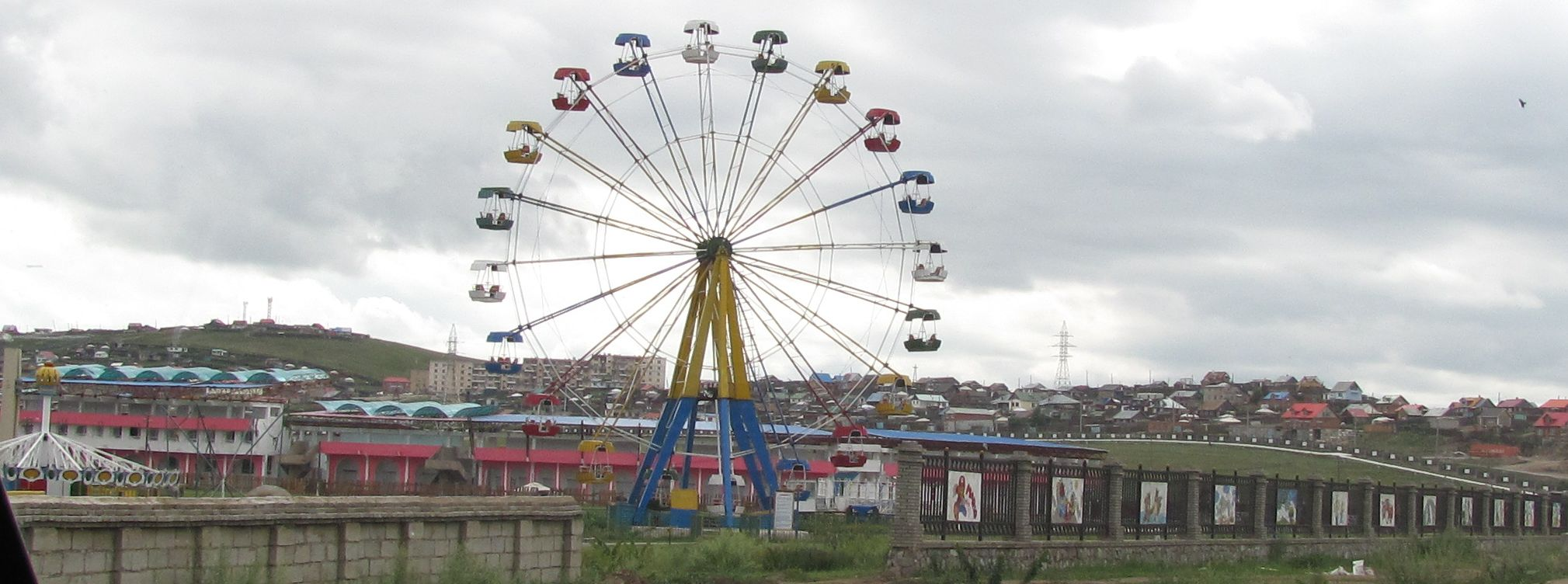
Parco divertimenti
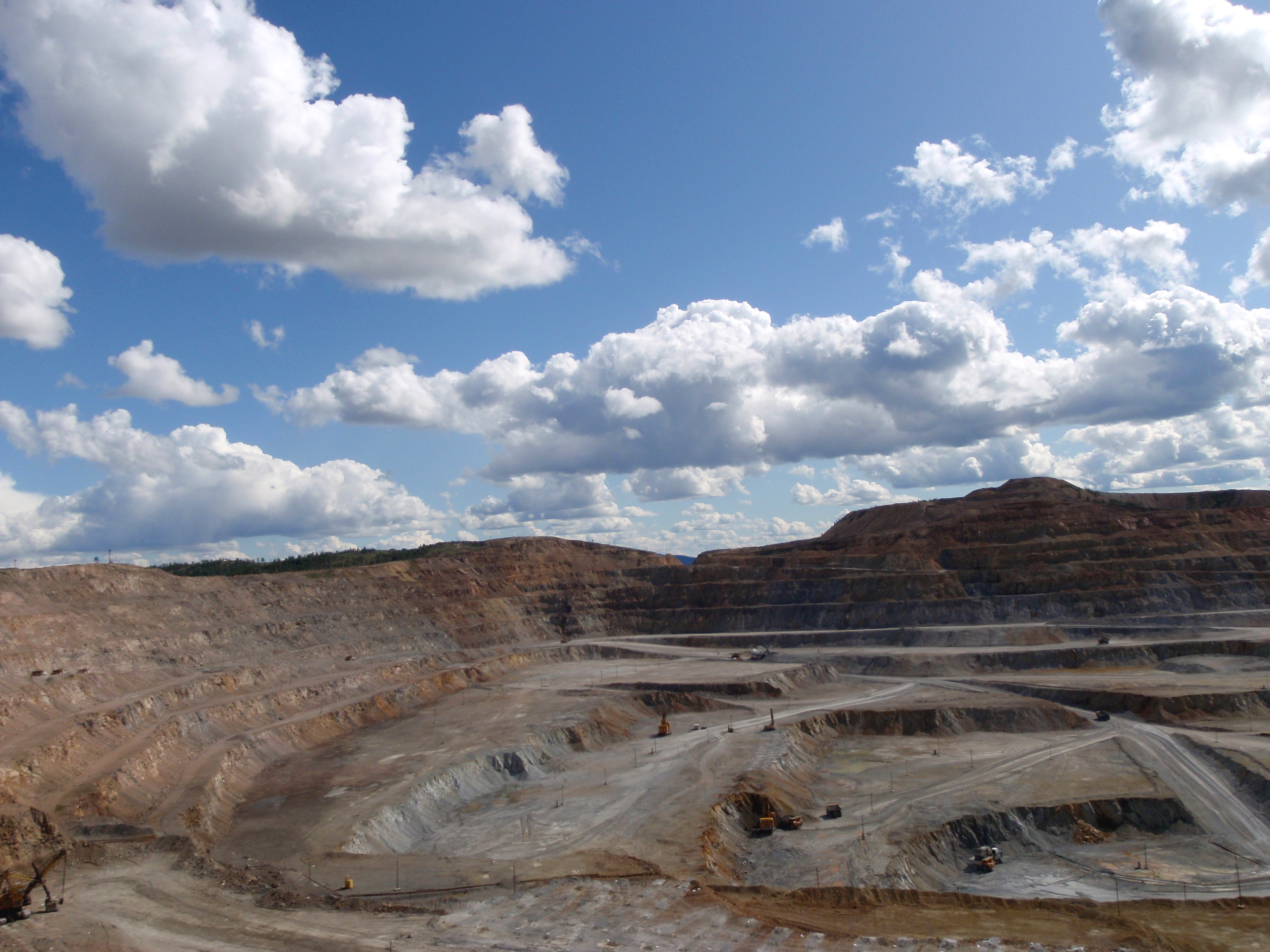
La miniera di rame di Erdenet